# Slåttestjärnen (Degerfors socken, Västerbotten, 715321-167474)
Slåttestjärnen är en sjö i Vindelns kommun i Västerbotten och ingår i Umeälvens huvudavrinningsområde. Sjön har en area på 0,0405 kvadratkilometer och ligger 217,8 meter över havet.

## Delavrinningsområde
Slåttestjärnen ingår i det delavrinningsområde (715324-167309) som SMHI kallar för Utloppet av Stormörtträsket. Medelhöjden är 251 meter över havet och ytan är 11,05 kvadratkilometer. Det finns inga avrinningsområden uppströms utan avrinningsområdet är högsta punkten. Björkträskbäcken som avvattnar avrinningsområdet har biflödesordning 3, vilket innebär att vattnet flödar genom totalt 3 vattendrag innan det når havet efter 144 kilometer. Avrinningsområdet består mestadels av skog (86 procent). Avrinningsområdet har 1,06 kvadratkilometer vattenytor vilket ger det en sjöprocent på 9,6 procent.